# Бертран, Гюстав
Гюстав Бертран (фр. Gustave Bertrand; 17 декабря 1896, Ницца — 23 мая 1976) — сотрудник французской военной разведки, известный существенным вкладом во взлом немецкой шифровальной машины «Энигмы». Инициировал создание отдела Д, целью которого являлась добыча информации о шифровальных машинах других стран через подкуп и вербовку сотрудников, работающих над ними. Смог завербовать Ганса-Тило Шмидта, который стал одним из лучших источников союзников о разработке и функционировании «Энигмы». Во время войны, благодаря Бертрану, польское Бюро шифров смогло продолжить работу, сначала, в оккупированной нацистами Франции, позже с частичным успехом сотрудники бюро были эвакуированы в Великобританию. После войны стал мэром Теуль-сюр-Мера и написал книгу «Enigma ou la plus grande énigme de la guerre 1939—1945 (Enigma: the Greatest Enigma of the War of 1939—1945)» с описанием франко-польского сотрудничества по расшифровке «Энигмы».

## Биография

### Начало карьеры
Родился 17 декабря 1896 году в городе Ницца, Франция. Сын офицера-пехотинца. В 1914 Бертран вступает во французскую армию в чине рядового. В 1915 году был ранен в Дарданеллах. После войны был привлечён в секцию шифрования французских сил в Константинополе.
Криптология привлекала его. В течение 1920-х он служил в отделах криптологии различных ведомств французской армии и в 1929 начал работать в отделе криптологии Генерального штаба. Бертран пришёл к выводу, что текущие технологии и методы расшифровывания, используемые армией, были несовершенны, и что для расшифровки шифровальных машин нового поколения просто криптоанализа будет недостаточно: необходимо выведывать вражеские секретные ключи и описания машин. Он предложил создать отдел, занимающийся подкупом и вербовкой персонала, занятого работой над шифровальными машинами. 30 октября 1930 года Бертран, тогда уже капитан, создал для осуществления подобной деятельности отдел Д французской разведывательной службы и стал в его главе. Практически 2 года его отдел не приносил никаких ощутимых результатов. С согласия начальства Бертран пошёл на связи с разведками стран-союзников Франции: Польшей, Чехословакией и Великобританией. В основном они обменивались перехватами и данными о направлении работ криптографов Германии.

### Сотрудничество с Гансом-Тило Шмидтом

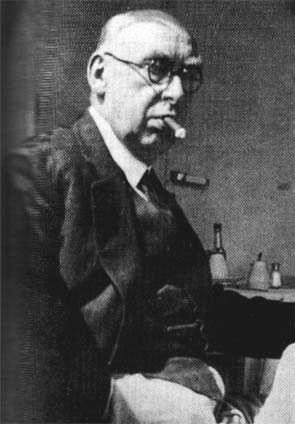
Родольф Лемуан (1871—1946)

Летом 1931 года в посольство Франции в Германии пришло сообщение о желании продать секретные документы, посвященные немецкой шифровальной машине «Энигма». Сотрудник отдела Д французской разведки Родольф Лемуан вышел на контакт с автором письма Гансом-Тило Шмидтом (позывной «Эш»), сотрудником Криптографического Агентства вооружённых сил Германии, имевшим доступ к шифрам, сделанным для немецкой армии. Шмидт испытывал финансовые трудности и винил в этом правительство, неспособное справиться с экономическим проблемами, чем и воспользовался Лемуан, предложивший Шмидту деньги за любые ценные документы, связанные с немецкими шифровальными машинами. 8 ноября 1931 года Шмидт предоставил Лемуану и Бертрану инструкции по работе с секретной шифровальной машиной «Энигмой», использовавшейся немецкой армией. Бертран предложил Лемуану заплатить Шмидту 5 тысяч немецких марок за данные, но Лемуан посчитал, что Шмидт может стать ценным агентом для французской разведки, и убедил Бертрана выплатить Шмидту сразу 10 тысяч немецких марок (20 тысяч фунтов по сегодняшнему курсу) и пообещать столько же за новую информацию, которую Шмидт бы мог предоставить. Так, Шмидт продолжит продавать французской разведке книги шифров вплоть до начала войны.
Вернувшись в Париж, Бертран показывает эти данные криптографам французской разведки, поскольку сам он не был хорошо знаком с криптографией и не был способен определить ценность документов, переданных Шмидтом. Его подчиненные усомнились в ценности полученных данных, поскольку инструкции содержали в себе информацию лишь о шифровании сообщений, и в них не говорилось ничего об их дешифровании. Бертран был разочарован, но решил запросить стороннее мнение у экспертов по криптографии из Британии. Те согласились с выводами своих французских коллег и не признали ценности в полученных данных. Желая всё-таки получить пользу от приобретённых документов, Бертран, наслышанный об успехах польских криптографов, передал эти документы начальнику Бюро шифров Польши, майору Гвидо Лангеру. Бюро шифров Польши к тому моменту уже вело работы по расшифровке коммерческой версии «Энигмы», и получение информации о работе «Энигмы» было воспринято с большим воодушевлением. Но все равно, только лишь этих данных было недостаточно для того, чтобы осуществить взлом «Энигмы», и Лангер просит Бертрана достать настройки, используемые немецкой армией при работе с «Энигмой». В мае и сентябре 1932 года Бертран передаёт данные о настройках «Энигмы» польскому бюро шифров. Документы, переданные Шмидтом, согласно показаниям криптолога Мариана Реевского, работавшего в то время в польском бюро шифров, оказали решающее значение на нахождение математического решения возможности взлома «Энигмы».

### Сотрудничество с польским бюро шифров.
Об успехе поляков в расшифровке «Энигмы» Бертран узнал только на Франко-Британско-Польской конференции, проведенной в лесах Кабати, к югу от Варшавы, 25 июля 1939 года, всего лишь за 5 недель до начала Второй Мировой Войны. К тому моменту польское бюро шифров читало сообщения, передававшиеся через «Энигму», на протяжении 5 лет. После вторжения Германии в Польшу в сентябре 1939, будучи тогда майором, Бертран спонсировал и поддерживал продолжение работы сотрудников, до войны работавших в польском Бюро шифров. Сначала Лангер с подчиненными работал в располагавшейся рядом с Парижем радиоразведывательной станции Брюно, где снабжали перехваченными сообщениями немецкой армии французов. Позже, когда захват немцами Парижа считался неизбежным, они были перемещены в центре разведки Кадикс, располагавшегося в Южной Франции на территории, контролируемой коллаборационистским режимом Виши. Бертран пытался наладить связь между британскими криптографами в Блетчли-парк и польским Бюро шифров во Франции, в частности, в целях получения настроек «Энигмы», подобранных британцами, но несмотря на все заверения Бертрана о невозможности перехвата немцами сообщений, британцы отказывались помогать. В ноябре 1942 года, когда Бертрану стал известно о риске захвата их центра разведки немецкой армией, центр Кадикс был оставлен, и было принято решение об эвакуации всех его сотрудников, с целью сохранения секретности взлома «Энигмы» союзниками.

### Побег в Англию
До захвата центра Кадикс, Бертран упустил несколько отличных возможностей для эвакуации персонала. В частности, в октябре 1942 Бертран не решился на эвакуацию персонала в Северную Африку, боясь за безопасность команды, о чём вскоре ему пришлось пожалеть, поскольку Северная Африка была захвачена союзниками. Также был отвергнут план эвакуации через Швейцарию, поскольку швейцарские власти отказались помогать Бертрану. В итоге было принято решение эвакуировать Лангера и его подчиненных через нейтральную Испанию. Из-за недостаточной проработки плана и неточных договоренностей с французским сопротивлением Лангер и ещё несколько сотрудников польского Бюро шифров были схвачены немцами.
5 января 1944 года сам Бертан был схвачен немцами во время ожидания курьера из Лондона в католическом храме Сакре-Кёр, располагавшемся в Парижском районе Монтмарте. Немцы предположили, что Бертран работал на англичан, с чем сам Бертран решил согласиться. Тогда немцы разрешили ему со своей женой вернуться в зону, контролируемую Виши, чтобы связаться с британской разведкой. По прибытии Бертран предупредил об опасности своих товарищей, которые смогли затаиться во избежание дальнейших арестов, и сам смог уйти в подполье. 2 июня 1944, за 4 дня до высадки союзников в Нормандию, Бертран с женой и священником, работавшим курьером польского сопротивления, забрались в маленький невооруженный самолёт Лисандер 3, взлетели с импровизированной взлётной полосы, располагавшейся в Центральном массиве Франции, и улетели на Британские острова. Бертран с женой поселились в деревне Херефордшир, неподалёку от польской радио-перехватывающей станции, располагавшейся в деревне Фельден, где работали Мариан Реевский и Генрих Зыгальский.

### Послевоенная жизнь
После войны в 1950 году Гюстав Бертран вышел с военной службы на пенсию. Позднее был выбран мэром Теуль-сюр-Мер. В 1973 опубликовал в Париже свою книгу «Enigma ou la plus grande énigme de la guerre 1939—1945 (Enigma: the Greatest Enigma of the War of 1939—1945)», в которой описаны одиннадцать лет франко-польского сотрудничества по расшифровке «Энигмы» до и во время Второй мировой войны. Книга вызвала всемирную дискуссию о заслугах различных союзных стран в разгадке «Энигмы».

## Семья
Жена — Мэри Бертран (фр. Mary Bertrand).